# Ivan John Plut
Ivan John Plut, kanadski Slovenec, * 1. januar 1934, † 27. marec 2015, Toronto, Ontario, Kanada.

## Odlikovanja in nagrade
Leta 1999 je prejel častni znak svobode Republike Slovenije z naslednjo utemeljitvijo: »za zaslužno delo pri združevanju Slovencev v Kanadi in pri njihovem povezovanju z matično domovino«.